# Лавина
Лави́на (нем. Lawine, от позднелатинского labina — оползень) — значительный объём снежной массы, падающей или соскальзывающей с крутых горных склонов со скоростью около 20—30 м/с. Сход лавины нередко сопровождается побочным эффектом в виде воздушной предлавинной волны, которая производит наибольшие разрушения.
Снежная лавина как стихийное природное явление может представлять немалую опасность, вызывая человеческие жертвы (в частности, среди альпинистов, любителей горных лыж и сноубординга) и принося существенный ущерб материальному имуществу. Лавины опасны для людей из-за своей массы (достигающей иногда нескольких сотен тонн), что приводит к смерти от шока в результате перелома костей, а также слабой или отсутствующей вовсе воздухопроницаемости, из-за чего жертва погибает от недостатка кислорода (асфиксии). Помимо того, лавина может снести человека со склона, в результате чего тот может разбиться насмерть при падении с него. Если же снег, осыпавшийся с накрывшей пострадавшего лавины, попадёт пострадавшему в органы дыхания (в рот, в нос или ещё дальше), тот погибнет из-за невозможности дыхания. Дополнительно попавшему под лавину освободиться мешает слабая звукопроводность снега (из-за того, что он мягкий), и в результате спасатели могут не услышать крики человека из-под лавины.
Снежные лавины, в той или иной степени, распространены во всех горных районах Российской Федерации и в большинстве горных районов мира. Общая площадь лавиноопасных территорий в России достигает 3077,8 тысяч км2, что составляет до 18 % общей площади страны. В дополнение к ним ещё 829,4 тысяч км2 относятся к разряду потенциально лавиноопасных. Стоит отметить, что на Земле лавиноопасные регионы имеют суммарную площадь 9253 тысяч км2, что соответствует около 7 % суши.
В зимний период лавины являются основной природной опасностью гор. Иногда снежные лавины несут катастрофические последствия. Так, в феврале 1999 года лавина массой в 170 тысяч тонн полностью разрушила посёлок Гальтур в Австрии, вызвав гибель 30 человек, а в начале марта 2012 года серия лавин в Афганистане разрушила жилые дома, вызвав гибель не менее 100 человек. Некоторые годы бывают особенно богатыми на лавины, когда они сходят во многих местах, например, сезон 1950—51 гг., получивший название Зима ужаса.

## Причины возникновения
Снег, выпадая в виде осадков, удерживается на склоне за счёт силы трения. Её величина зависит от влажности снега и крутизны склона. Сход лавины происходит в тот момент, когда сила давления массы снега начинает превышать силу трения.
Наиболее благоприятны для лавинообразования склоны крутизной 25—45°, однако известны сходы лавин со склонов крутизной 15—18°. При этом иногда происходит сход лавин с весьма пологих склонов — 10—15°. На склонах круче 50° снег не может накапливаться в больших количествах и скатывается небольшими дозами по мере поступления, однако лавинобезопасным считается склон положе 15° или круче 60°.
Считается, что склон 15° с глубиной снега 15 см может быть лавиноопасным при соблюдении ряда условий, например, первоначальной оттепели и сильной весенней солнечной радиации, вследствие которой снег подтаял, затем замёрз от внезапного сильного мороза, из-за которого образовался ледяной склон, а затем смещается вниз из-за сильного снегопада, припорошившего ледяной горизонт.
Сход со склона скопившейся снежной массы обычно провоцируется климатическими причинами: резкой сменой погоды (в том числе перепадами атмосферного давления, влажности воздуха), дождями, обильными снегопадами, а также механическими воздействиями на снежную массу, включая воздействие камнепадов, землетрясений и т. п. Иногда, в силу установившегося относительного равновесия между действующей силой трения и силой давления, сход лавины может инициироваться незначительным толчком (например, звуком ружейного выстрела, ветром от лопастей вертолёта или давлением на снег одного человека — горнолыжника, сноубордиста).
Объём снега в лавине может доходить до нескольких миллионов кубических метров. Однако опасными для жизни могут быть даже лавины объёмом около 5 м³.

## Классификация
Существует несколько классификаций лавин, например:
- По форме начала движения лавины.
- По характеру движения лавины.
- По объёму.
- По рельефу лавиносбора и пути лавины (осов, лотковая лавина, прыгающая лавина).
- По консистенции снега (сухая, влажная и мокрая лавины).

При этом по форме начала движения лавины подразделяются на:
- Лавины от линии («снежные доски», снежно-ледовые, ледовые).
- Лавины из точки (сухие и мокрые).

По характеру движения выделяют лавины:
- Осовы[11] — оползни по всей поверхности склона[12].
- Прыгающие — когда на пути лавины встречаются различные препятствия (уступы, морены и т. п.). Наталкиваясь на такое препятствие, лавина подпрыгивает и часть пути летит.
- Лотковые — в этом случае лавина продвигается по естественному лоткообразному основанию (ложбинам, кулуарам и т. п.)

Сухие лавины, как правило, возникают вследствие невысокой сцепной силы между недавно выпавшей (или перенесённой) массой снега и нижележащей ледяной коркой. Скорость движения сухих лавин обычно составляет 20—70 м/с (до 125 м/с, что составляет 450 км/ч, некоторые источники ограничивают скорость таких лавин 200 км/ч) при плотности снега от 0,02 до 0,3 г/см³. При таких скоростях сход лавины из сухого снега может сопровождаться образованием снеговоздушной волны, производящей значительные разрушения. Давление ударной волны может достигать величин 800 кг/м². Наиболее вероятные условия для возникновения этого типа лавин — когда стоит низкая температура.
Мокрые лавины обычно возникают на фоне неустойчивых погодных условий, непосредственной причиной их схода является появление водяной прослойки между слоями снега разной плотности. Мокрые лавины движутся значительно медленнее сухих, со скоростью 10—20 м/с (до 40 м/с), однако имеют более высокую плотность 0,3—0,4 г/см³, иногда до 0,8 г/см³. Более высокая плотность обуславливает быстрое «схватывание» снежной массы после остановки, что затрудняет проведение спасательных работ.
Так называемые «снежные доски» могут образоваться, когда на поверхности снежной массы нарастает ледяная корка. Корка появляется в результате действия солнца, ветра. Под подобной коркой происходит видоизменение снежной массы, превращающейся в крупу, по которой более массивный верхний слой может начать скольжение. Несколько циклов оттаивания-замерзания могут привести к образованию многослойных образований такого рода. Провоцирующими факторами для инициализации лавин такого типа служит снегопад при низкой температуре. Дополнительный пригруз слоя снега добавляется к напряжениям в верхнем слое, возникшим из-за похолодания, что и приводит к отрыву «снежной доски». Скорость таких лавин доходит до величин порядка 200 км/ч.
Причиной возникновения снежно-ледовых лавин является скопление значительных масс снега и льда в горах в соответствующих местах. В определённый момент происходит обвал этих масс, которые устремляются вниз со значительной скоростью. Часто такие лавины относятся к типам «лавин от линии» и «прыгающим». Плотность сошедшей лавины может достигать 800 кг/м³. Если по местным условиям количество снежной доли в лавине невелико, получается ледовая лавина, состоящая почти целиком из кусков льда. Подобная лавина может сокрушить всё на своём пути. Снежно-ледовые лавины являются наиболее непредсказуемыми, их сход может случиться в разное время суток и года.
В процессе схода не обязательно сохранение типа лавины, он может меняться от одного к другому и комбинироваться.
В Европейских странах с 1993 года действует система классификации рисков возникновения лавин, обозначаемых соответствующими флагами, вывешиваемыми, в частности, в местах скопления людей на горнолыжных курортах (такая классификация применяется, в частности, и в России):
| Уровень риска     | Стабильность снега                                                                             | Флаг | Риск схода лавины |
| ----------------- | ---------------------------------------------------------------------------------------------- | ---- | --- |
| 1 — Низкий        | Снег в целом очень стабильный.                                                                 |      | Сход лавин маловероятен, за исключением случаев сильного воздействия на снежные массы на крайне крутых снежных склонах. Любые спонтанные сходы лавин минимальны.                      |
| 2 — Ограниченный  | На некоторых крутых склонах снег средней устойчивости. В остальных местах снег очень стабилен. |      | Лавины могут сойти в случае сильного воздействия на снежные массы, особенно на крутых склонах. Крупные спонтанные лавины не ожидаются.                                                |
| 3 — Средний       | На многих крутых склонах снег средне- или слабоустойчивый.                                     |      | Лавины могут сойти на многих склонах даже в условиях несильного воздействия на снежные массы. На некоторых склонах могут сойти средние или даже крупные спонтанные лавины.            |
| 4 — Высокий       | На большинстве крутых склонов снег нестабильный.                                               |      | Лавины могут сойти на многих склонах даже в условиях несильного воздействия на снежные массы. В некоторых местах может сойти большое число средних или даже крупных спонтанных лавин. |
| 5 — Очень высокий | Снег нестабильный.                                                                             |      | Даже на некрутых склонах вероятен сход множества крупных спонтанных лавин. |

В горах Франции большинство смертельных случаев, вызванных сходом лавин, происходит в условиях уровня риска, оцениваемого от 3 до 4, а в Швейцарии — от 2 до 3 (предположительно такая разница объясняется особенностями национального менталитета либо различиями в интерпретации рисков).

### Международная морфологическая классификация лавин
Рабочей группой по классификации лавин, в целях единообразного применения, разработана Международная морфологическая классификация лавин...

## Лавинная безопасность
Для предотвращения несчастных случаев и гибели находящимся в условиях повышенной лавинной опасности (в частности, поклонникам горнолыжного спорта и особенно фрирайда и бэк-кантри) следует соблюдать меры лавинной безопасности. Работники противолавинных служб рекомендуют при выходе в горы учитывать прогноз по пятибалльной шкале, кататься группой и не выходить в опасные районы без знания основ лавинной безопасности. Крайне желательно наличие лавинного приёмо-передатчика (бипера), позволяющего найти попавшего в лавину. Лавинные рюкзаки с системами надувных подушек способствуют «всплыванию» в снежной толще человека, попавшего в лавину, а также его дальнейшим поискам. При движении по лавиноопасному склону в составе туристической группы каждому участнику следует повязать на талию лавинную ленту.

### Оценка устойчивости снежно-ледового покрова
Прогнозирование сходов лавин является одной из важнейших задач гражданских служб по защите населения. Было разработано множество различных методов для проведения такой оценки, хотя ни один из них нельзя признать удовлетворительно надёжным во всех случаях. Непредсказуемость погодных условий, уникальность рельефа местности, чрезвычайная неоднородность горных рельефов — всё это создаёт трудности для разработки универсального эффективного способа оценки устойчивости снежно-ледового покрова. Однако некоторые методы хорошо себя зарекомендовали и применяются повсеместно. Следует только помнить, что результаты оценок чаще всего можно применять лишь к ограниченному участку местности и на ограниченный срок времени. Достаточное удаление от места проведения экспериментов и задержка во времени способны нивелировать результаты испытаний.
К распространённым методам оценки устойчивости можно отнести методы, основанные на анализе результатов организованных наблюдений за скоростью снежного покрова. Система установленных на местности приборов поставляет данные о скорости, на основании которых и делается вывод. При скорости более 12 см/сутки или же при резком возрастании скорости можно ожидать сход лавины.
Ещё одним известным способом прогноза, используемым спасателями-профессионалами из лавинных служб, является CRYSTALL TEST. Суть его заключается в сравнении кристаллов льда существующего покрова с контрольным изображением. Если в снеговой толще выбранного для анализа места специалист обнаруживает кристаллы, которые относятся к опасным (при форме которых возможна подвижка слоя), делается вывод о возможности схода лавины.
Также применяется метод RUTSCHBLOCK. Метод был разработан в армии Швейцарии в 70-х годах двадцатого века. Суть метода заключается в проведении эксперимента на участке, где предполагается или возможен сход лавины. Для этого в толще снега вырезается снежный блок определённой формы и по его устойчивости судят о степени лавинной опасности.

### Поведение при попадании в лавину
При попадании в лавину следует как можно быстрее избавиться от рюкзака (в крайнем случае разрезать лямки ножом), лыж, лыжных палок. Нужно стремиться как можно дольше держаться на поверхности, перекатываться, а при попадании внутрь массы снега — делать активные плавательные движения, стремясь вынырнуть из лавины. После остановки лавины перед лицом нужно сделать воздушный мешок для дыхания, затем, если вы неглубоко — поднять руку, стремясь привлечь внимание спасающих, а если глубоко — постараться меньше двигаться, экономя кислород. Кричать для привлечения внимания следует, только если голова не находится в массе лавины, во избежание попадания снега в дыхательные пути. К тому же, по свидетельству людей, попавших под лавину и выживших, крики из-под снега практически не слышны находящимся снаружи.

## Предотвращение возникновения разрушительных лавин
Предупреждением возникновения лавин, опасных для населенных пунктов, туристических баз и различных коммуникаций, занимаются специализированные службы. В частности, в России эти функции возложены на противолавинные службы, действующие в системе Росгидромета. Как правило, основные задачи противолавинных мероприятий формулируются следующим образом:
- обеспечение защиты от отдельных лавинных очагов, угрожающих конкретным объектам народнохозяйственного значения,
- профилактические работы по предупреждению лавинной угрозы людям, которые находятся на неосвоенной территории.

Важной частью этих действий является прогнозирование лавинной опасности, которое занимается предсказанием и оценкой временных рамок и масштабов лавинной угрозы опираясь на комплекс лавинообразующих факторов, среди которых:
- интенсивность и общее количество атмосферных осадков,
- состояние и высота старого снега,
- плотность, высота и вид свежевыпавшего снега,
- степень оседания снежных масс,
- атмосферные факторы (направление ветра, температура воздуха и т. д.)

Обычно обеспечение противолавинной защиты подразумевает комплексную и многостороннюю деятельность составными элементами которой являются:
- профилактические мероприятия при наступлении периода лавинной опасности по принудительному спуску лавин путём воздействия на снежный покров в районах их формирования. К профилактике также причисляют обследование и охрану опасных участков для снижения риска несчастных случаев, налаживание автоматизированных сигнализационных сетей, возведение улавливающих площадок, лесозащитных полос и т. п.
- инженерные методы, включающие в себя постройку специализированных инженерных сооружений в лавиноопасных районах (снегозадерживающих заграждений, подпорных и свайных стенок, щитов, сетей из тросов и т. п.), а также — работу по террасированию склонов.
- превентивные меры, в рамках которых проводится оценка лавинной опасности, устанавливается наблюдение и мониторинг всех процессов, связанных со сходом лавин, налаживаются средства оповещения о лавинной угрозе, разрабатываются рекомендательные материалы по защите от лавин и минимизации ущерба от них, организуется транспорт в лавиноопасных зонах в периоды лавинной опасности и т. д.

В большинстве ситуаций предотвращение возникновения опасных для человека лавин опирается на комплекс специальных мероприятий по лавинной безопасности, который включает в себя активные и пассивные меры противолавинной защиты.
К активным методам противолавинной защиты относят мероприятия, направленные на инициирование схода лавин, чтобы последствия этого были минимальными. Для этих целей издавна применялась стрельба из артиллерийского орудия (причем как снарядом — в область нахождения опасной снежной массы, так и холостым выстрелом, с целью создания акустического воздействия, приводящего к преднамеренному сходу лавины). Например, с ноября 2017 года противолавинной службой Росгидромета используются 122-мм гаубицы Д-30 вместо 100-мм зенитных пушек КС-19.
Издавна применяются методы простой «подрезки» снежных масс лыжами и обвала снежных козырьков, но эти способы требуют хороших навыков и очень опасны. Наиболее современный путь предотвращения негативных последствий лавин — активная динамическая противолавинная защита, представляющая собой устройства, размещающиеся в местах наибольшего лавинообразования и управляемые дистанционно, которые позволяют воздействовать на снежные массы с целью искусственного схода лавины, с помощью сжатого воздуха или взрывов газовоздушной смеси (французские системы Gazex).
Пассивные меры противолавинной защиты направлены на удержание снега на склоне и недопущение схода лавин либо на направление сошедших лавин в безопасном направлении. К таким мерам относится возведение на склонах противолавинных барьеров, лотков, лавинорезов и дамб. На линейных объектах, таких, как автомобильные или железные дороги, сооружают лавинозащитные галереи.
Первая в СССР постоянно действующая станция по прогнозу лавин была организована при предприятии «Апатит» в Хибинах зимой 1936-37 гг. после того, как 5 декабря 1935 года сошедшие там лавины привели к гибели 88 человек. С конца 1950-х гг. прогнозированием лавин стали заниматься специально создаваемые снеголавинные станции (СЛС), первоначально организовывавшиеся в Средней Азии (СЛС Дукант — с 1958, СЛС Наугарзан — с 1959, СЛС Кызылча — с 1961), а, например, в 1970-х гг. появившиеся и в Карпатах. К концу 1980-х гг. число действовавших при Госкомгидромете СССР снеголавинных станций было около 50:46.

## Изучение и исследование лавин
В Швейцарии действует Швейцарский федеральный институт по исследованию снега и лавин (WSL Institute for Snow and Avalanche Research SLF). Во Франции действует Национальная ассоциация по исследованию снега и лавин (Association Nationale pour l’Étude de la Neige et des Avalanches). В США действует Американская лавинная ассоциация (American Avalanche Association). В Италии — Лавинная служба Италии (Servizio Valanche Italiano).
К лавинному снаряжению относят: лавинные лопаты, лавинные датчики, лавинные зонды, лавинные рюкзаки.

## Жертвы лавин
Люди, погибшие под лавиной или попавшие под неё
Здесь упоминаются люди (или группы), погибшие под лавиной, или те, на кого лавина обрушилась, но они выжили, а также люди, которые погибли предположительно в результате схода лавины. Даётся место и время схода лавины.
- Бозон, Шарль — 7 июля 1964, Монблан. Погиб.
- Карлович, Мечислав Янович — 8 февраля 1909, Татры. Погиб.
- Букреев, Анатолий Николаевич — 25 декабря 1997, Аннапурна. Один из опытнейших альпинистов современности. Погиб.
- Моро, Симоне — 1997, Аннапурна. Выжил.
- Накаяма, Масатоси — 1971, Японские Альпы. Выжил.

Населённые пункты, пострадавшие от лавин
- Венген — 1770, погибло 8 человек.
- Кировск — 5 декабря 1935, 89 человек.
- Октябрьский (Сахалинская область) — 1945, 130 человек.
- Флатейри — октябрь 1995, 20 человек.
- Гальтюр — 23 февраля 1999, 30 человек.
- Дарваз, Афганистан — март 2012, не менее 100 человек.
- Хорог — 15 февраля 2023, погибло 13 человек[28].